# Комарово (Большемуртинский район)
Комарово — деревня в Большемуртинском районе Красноярского края. Входит в состав Юксеевского сельсовета.

## География
Деревня находится в центральной части края, в подтаёжно-лесостепном районе лесостепной зоны, при автодороге 04Н-218, на расстоянии приблизительно 4 километров (по прямой) к востоку-юго-востоку (ESE) от Большой Мурты, административного центра района. Абсолютная высота — 121 метр над уровнем моря.
Климат
Климат характеризуется как резко континентальный, с продолжительной морозной зимой и коротким тёплым летом. Средняя температура воздуха самого тёплого месяца (июля) составляет 17,8 °C (абсолютный максимум — 38 °C); самого холодного (января) — −20,4 °C (абсолютный минимум — −60 °C). Среднегодовое количество атмосферных осадков составляет 350 мм. Снежный покров держится в течение 180 дней.

## История
Основана в 1720 году. По данным 1926 года имелось 104 хозяйства и проживало 491 человек (261 мужчина и 230 женщин). В национальном составе населения того периода преобладали русские. Функционировали школа I ступени и лавка общества потребителей. В административном отношении являлось центром Комаровского сельсовета Больше-Муртинского района Красноярского округа Сибирского края.

## Население
| 2010 |
| ---- |
| 333  |

Половой состав
По данным Всероссийской переписи населения 2010 года в гендерной структуре населения мужчины составляли 51,1 %, женщины — соответственно 48,9 %.
Национальный состав
Согласно результатам переписи 2002 года, в национальной структуре населения русские составляли 78 % из 393 чел.